# Yabacao
La Yabacao est une rivière située en République dominicaine. Il s'agit d'un affluent de la rivière Ozama.